# Вељко Ђурић Мишина
Вељко Ђурић Мишина (Косоре, 8. јануар 1953) српски је историчар. Специјализован је за историју Српске православне цркве, проучавање геноцида и холокауста, као и модерну историју Западног Балкана. Радио је у више научних и образовних установа и бивши в. д. директора Музеја жртава геноцида у Београду.

## Образовање
У родном месту завршио седам разреда основне школе, у Београду осми разред, гимназију и студије историјских наука на Филозофском факултету. Докторат „Српска православна црква 1941-1945. године“ одбранио на Филозофском факултету Универзитета у Новом Саду.

## Каријера
Радио у Историјском музеју Србије као кустос-историчар (1981-1997), потом на Филозофском факултету Универзитета у Приштини као наставник, најпре у звању доцента, потом ванредног професора, на предмету Историја Југославије (1997-2005), у Институту за српску културу у Лепосавићу као директор и руководилац научноистраживачког пројекта (2005-2008), као директор у Европској вишој школи за спортско новинарство у Београду (2008-2009).
Одлуком Владе Републике Србије од 23. јуна 2013. године, именован за вршиоца дужности директора Музеја жртава геноцида.

## Монографије
1. Усташе и православље: Хрватска православна црква, „Белетра“, Београд 1989.
2. Прекрштавање Срба у Независној Држави Хрватској: прилози за историју верског геноцида, „Алфа“, Београд-Земун 1991.
3. Голгота Српске православне цркве 1941-1945, „Народна књига“ – „Алфа“, Београд 1997.
4. Нови прилози за биографију војводе Јездимира Дангића, „Нова Србија“, Београд 1997.
5. Војвода Ђујић, „Нова Србија“, Београд 1998.
6. Летопис Српске православне цркве 1946-1950 године: Време патријарха Гаврила (1946-1950) и патријарха Викентија (1950-1958), 1. књ., Српско културно друштво „Зора“, Книн, Београд 2000.
7. Летопис Српске православне цркве 1946-1950. године: Време патријарха Гаврила (1946-1950) и Викентија (1950-1958), 2. књ., Српско културно друштво „Зора“, Книн, Београд 2001.
8. Летопис Српске православне цркве 1946-1950 године: Време патријарха Гаврила (1946-1950) и патријарха Викентија (1950-1958), 3. књ., Српско културно друштво „Зора“, Книн, Београд 2002.
9. Српска православна црква у Независној Држави Хрватској; 1941-1945. године, „Дијам–М–прес“, Ветерник 2002.[2]
10. Злочин је почео раније: Прилози за историју страдања Срба у бановинама Приморској и Савској 1934-1939. године и Бановини Хрватској 1939-1941. године, ауторово издање, Београд 2004.
11. Патријарх Гаврило (Дожић), коауторски са Миодрагом Близанцем, ауторско издање, Нови Сад 2004.
12. Прилози за историју Српске православне цркве, књ. 1, Институт за српску културу – Приштина, Лепосавић 2006.
13. Прилози за историју Српске православне цркве, књ. 2, Институт за српску културу – Приштина, Лепосавић 2007.
14. Шта ће у Сплиту Свети Сава, ауторово издање, Београд 2007.
15. Варнава патријарх српски, Парохија храма Светог Саве у Београду и Епархија сремска, Београд 2009. (друго издање: Подгорица-Пљевља 2012)
16. Герман Ђорић: Патријарх у обезбоженом времену, 1-2, Манастир Светог Стефана Сланци, Београд 2012.
17. Викентије Проданов: Патријарх у рђавом времену, ауторово издање, Београд 2013.
18. Заборављени праведник, аутор и Удружење „Мост“, Скелани – Сребреница, Београд 2023. ISBN 978-86-904586-2-2